# Sam Zimbalist
Sam Zimbalist (* 31. März 1904 in New York, NY, USA; † 4. November 1958 in Rom, Italien) war ein US-amerikanischer Filmproduzent und Filmeditor.

## Leben und Wirken
Zimbalist ging direkt von der Schule 1920 zum Film und begann seine berufliche Laufbahn als Schnittassistent. Mitte der 1920er Jahre hatte er sich mit der Kinderbuchverfilmung Auf nach Illustrien als Filmeditor etabliert; es folgten bis zum Ende des Jahrzehnts Schnittarbeiten bei Filmen wie Die fremden Teufel (The Foreign Devils, 1927), Wenn die Großstadt schläft... (While the City Sleeps, 1928), Der Einbrecherkönig von New York (Alias Jimmy Valentine, 1928), Liebe à la Mode (Our Modern Maidens, 1929), Broadway Melodie 1929 (The Broadway Melody). Mit Anbruch des Tonfilmzeitalters holte ihn MGM-Filmproduzent Hunt Stromberg als Assistent an seine Seite.
Mit einem Tarzan-Film begann Sam Zimbalist 1936 seine Tätigkeit als Produzent der MGM. Bereits zu Beginn des Zweiten Weltkriegs rückte er mit zwei kostspieligen Clark-Gable- und Spencer-Tracy-Produktionen in die Spitzenreihe unter den Produzenten des Branchenriesen vor. Zimbalists Output blieb bis zuletzt recht übersichtlich, nahezu sämtliche Zimbalist-Produktionen der 1950er Jahre waren aufwendige Großproduktionen, die jedoch nicht immer einen Kassenerfolg bedeuteten. Zu seinen wichtigsten Werken zählen die beiden Monumentalfilme Quo vadis? von Mervyn LeRoy und Ben Hur von William Wyler. Zimbalist erlag während der Dreharbeiten zu diesem letztgenannten Film einem Herzinfarkt. Posthum erhielt er hierfür den Oscar für die beste Produktion, zu dem er schon für Quo vadis? nominiert gewesen war.
Weitere bekannte Zimbalist-Produktionen waren Tarzan und sein Sohn (1939), Dreißig Sekunden über Tokio (1944), König Salomons Diamanten mit Deborah Kerr und Stewart Granger (1950), Mogambo mit Grace Kelly, Ava Gardner und Clark Gable (1953) und Beau Brummel – Rebell und Verführer mit Stewart Granger, Peter Ustinov und Elizabeth Taylor (1954).

## Filmografie (Auswahl)

### Als Editor
- 1925: Auf nach Illustrien (The Wizard of Oz)
- 1927: Die fremden Teufel (The Foreign Devils)
- 1927: Jackie, der Schiffsjunge (Buttons)
- 1927: Der Held von Fort Runson (The Bugle Call)
- 1927: Hair Cut
- 1928: The Adventurer
- 1928: Rasch, ein Baby! (Baby Mine)
- 1928: Wenn die Großstadt schläft (While the City Sleeps)
- 1928: Der Einbrecherkönig von New York (Alias Jimmy Valentine)
- 1929: Liebe à la Mode (Our Modern Maidens)
- 1929: Broadway Melodie 1929 (The Broadway Melody)

### Als Produzent
- 1936: Tarzans Rache (Tarzan Escapes)
- 1937: Seekadetten (Navy Blue and Gold)
- 1938: Schnelle Fäuste (The Crowd Roars)
- 1938: Drei Männer im Paradies (Paradise for Three)
- 1939: Tarzan und sein Sohn (Tarzan Finds a Son!)
- 1940: Der Draufgänger (Boom Town)
- 1942: Tortilla Flat
- 1944: Dreißig Sekunden über Tokio (Thirty Seconds Over Tokyo)
- 1945: Mann ohne Herz (Adventure)
- 1947: Killer McCoy
- 1949: Side Street
- 1950: König Salomons Diamanten (King Solomon’s Mines)
- 1951: Quo vadis?
- 1951: Zu jung zum Küssen (Too Young to Kiss)
- 1953: Mogambo
- 1954: Beau Brummell
- 1956: Mädchen ohne Mitgift (The Catered Affair)
- 1956: Jeremy Rodack – Mein Wille ist Gesetz (Tribute to a Bad Man)
- 1957: The Barretts of Wimpole Street
- 1957: I Accuse!
- 1959: Ben Hur